# Rugby în VII la Jocurile Olimpice de vară din 2016
Probele sportive de rugby în șapte la Jocurile Olimpice de vară din 2016 s-au desfășurat în august 2016 pe Stadionul Deodoro din Rio de Janeiro. Au fost două probe, masculin și feminin. Rugby-ul a figurat deja în programul olimpic de patru ori, la ediții din 1900, 1908, 1920 și 1924, dar sub varianta de rugby în XV.

## Medaliați
| Probă    | Aur | Argint | Bronz |
| Masculin | Fiji (FIJ) · Masivesi Dakuwaqa · Apisai Domolailai · Osea Kolinisau · Semi Kunatani · Viliame Mata · Leone Nakarawa · Vatemo Ravouvou · Kitione Taliga · Josua Tuisova · Jerry Tuwai · Jasa Veremalua · Samisoni Viriviri | Marea Britanie · Mark Bennett · Dan Bibby · Phil Burgess · Sam Cross · James Davies · Ollie Lindsay-Hague · Ruaridh McConnochie · Tom Mitchell · Dan Norton · Mark Robertson · James Rodwell · Marcus Watson ·           | Africa de Sud (RSA) · Cecil Afrika · Tim Agaba · Kyle Brown · Juan de Jongh · Justin Geduld · Francois Hougaard · Werner Kok · Cheslin Kolbe · Dylan Sage · Kwagga Smith · Philip Snyman · Roscko Speckman    |
| Feminin  | Australia (AUS) · Nicole Beck · Charlotte Caslick · Emilee Cherry · Chloe Dalton · Gemma Etheridge · Ellia Green · Shannon Parry · Evania Pelite · Alicia Quirk · Emma Tonegato · Amy Turner · Sharni Williams            | Noua Zeelandă · Shakira Baker · Kelly Brazier · Gayle Broughton · Theresa Fitzpatrick · Sarah Goss · Huriana Manuel · Kayla McAlister · Tyla Nathan-Wong · Terina Te Tamaki · Ruby Tui · Niall Williams · Portia Woodman | Canada · Brittany Benn · Hannah Darling · Bianca Farella · Jen Kish · Ghislaine Landry · Megan Lukan · Kayla Moleschi · Karen Paquin · Kelly Russell · Ashley Steacy · Natasha Watcham-Roy · Charity Williams |

## Clasament pe medalii
| Loc   | Țară           | Aur | Argint | Bronz | Total |
| ----- | -------------- | --- | ------ | ----- | ----- |
| 1     | Australia      | 1   | 0      | 0     | 1     |
| 1     | Fiji           | 1   | 0      | 0     | 1     |
| 3     | Marea Britanie | 0   | 1      | 0     | 1     |
| 3     | Noua Zeelandă  | 0   | 1      | 0     | 1     |
| 5     | Canada         | 0   | 0      | 1     | 1     |
| 5     | Africa de Sud  | 0   | 0      | 1     | 1     |
| Total | Total          | 2   | 2      | 2     | 6     |